# Frédéric Fougea
Frédéric Fougea est un auteur, réalisateur et producteur de cinéma et de télévision français né le 4 mars 1961 à Paris. Il est le gérant de la société de production Boréales, qu'il a fondée en 1987. Ses films sont reconnaissables à un style particulier mêlant documentaire et fiction : construits comme des « histoires » plutôt que comme des documentaires classiques, ils sont souvent décrits comme des « contes ». Leur thème de prédilection est la relation entre l'homme et l'animal ; tous explorent la question de l'animalité dans l'homme et de l'humanité chez les animaux.

## Biographie
Très jeune, il manifeste un goût pour les voyages et la connaissance des autres civilisations. Parallèlement à un parcours classique (études secondaires puis Sup de Co Paris), il consacre chaque année plusieurs mois à voyager : en Amérique du Sud, en Asie, et passe une année aux États-Unis et une année à l'Indian Institute of Management de Bangalore, l'une des meilleures écoles de commerce d'Asie-Pacifique. Il commence sa vie professionnelle en créant une société de services en Guinée équatoriale, où il reste trois ans. 
De retour à Paris, il se lance dans la création audiovisuelle : il fonde en 1987, avec sa mère et son frère Barthélémy Fougea, la société de production Boréales. Les compétences de Frédéric Fougea en éthologie et en anthropologie, son goût pour la tradition orale, pour les légendes et les destins singuliers se retrouvent dans ses films. 

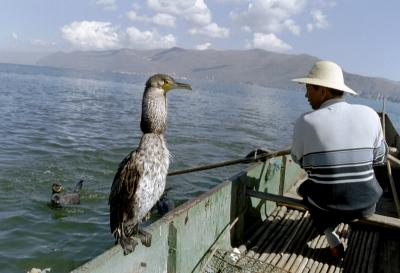
Pêcheur au cormoran sur le lac Erhai dans le Yunnan en Chine

De 1989 à 1999, il écrit et produit, avec sa société Boréales et Canal+, la série de treize films intitulée Les Seigneurs des animaux. Elle s'intéresse à certaines des relations extraordinaires que l’homme entretient avec l’animal dans les sociétés traditionnelles. Il danse pour ses cormorans (1993), le plus célèbre opus de la série, raconte l'histoire d'un pêcheur chinois qui a dressé des cormorans selon des techniques ancestrales ; ceux-ci obéissent à sa voix et à ses gestes et pêchent pour lui. Cette anthologie a connu un grand succès international. Diffusée sur plus de cent chaînes de tous les pays, traduite en quarante langues, elle a remporté plus de cent récompenses dans les festivals du monde entier, dont un International Emmy Award et le Grand Prix national de la création audiovisuelle (1994) .   
Parallèlement, il produit en collaboration avec son frère Barthélémy Fougea la collection Passions d’enfants (1996), qui brosse le portrait de jeunes musiciens prodiges aux quatre coins de la planète en partant à la découverte de leur monde et de leur musique. Frédéric Fougea a toujours été très attiré par la musique : il joue du saxophone et a animé pendant plusieurs années un groupe de jazz, Messe Câline. La musique occupe une place importante dans les films de Boréales. C'est à Laurent Ferlet qu'il confie la composition de la plupart de ses musiques de film.

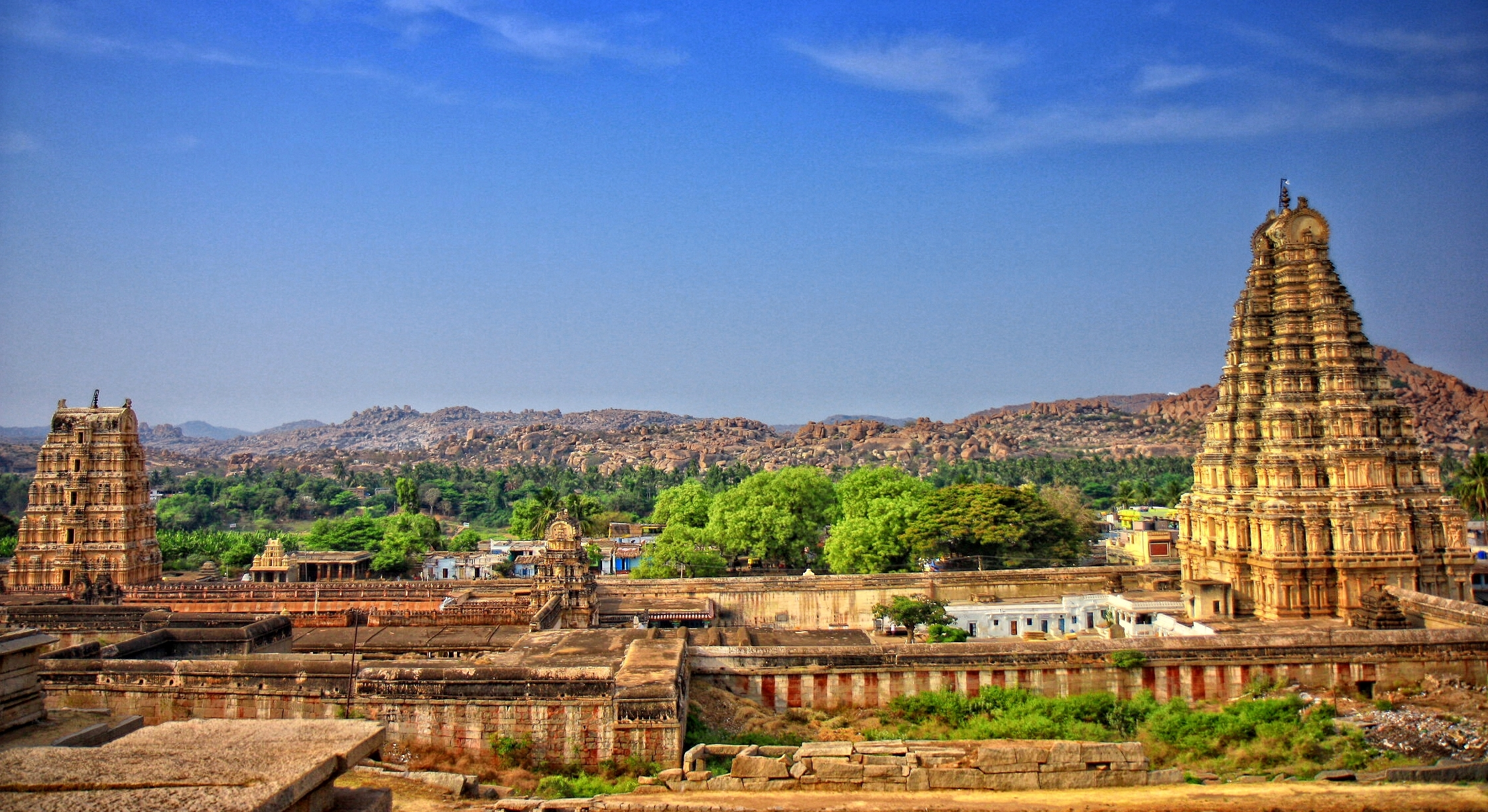
La cité de Hampi en Inde, le « royaume des singes », qui sert de décor au film Hanuman

Il fait une première incursion dans le cinéma en 1998, en écrivant et en réalisant le long-métrage Hanuman, en coproduction avec Gaumont. Le film met en scène l'amitié exceptionnelle entre un jeune Écossais et un macaque qui l'aide à lutter contre le trafic d'œuvres sacrées qui sévit en Inde. 
Après avoir produit des documentaires animaliers tels que Le Fils du roi singe ou La Fabuleuse Aventure des hommes et des animaux, il écrit la narration de L'Odyssée de l'espèce, le célèbre docufiction de Jacques Malaterre consacré à la préhistoire (2003). Lors de sa première diffusion sur France 3, le docu-fiction a été regardé par 8,7 millions de téléspectateurs, soit 34,2 % du public ; Le Parisien évoque un véritable « événement télévisuel ». Frédéric Fougea produit la suite de ce film à succès : Homo sapiens en 2005 et Le Sacre de l'homme en 2007. Cette trilogie sera diffusée dans le monde entier. Elle a notamment bénéficié de l'expertise scientifique du paléoanthropologue Yves Coppens. 
Entre-temps, Frédéric Fougea a écrit et produit l'histoire vraie d’un chimpanzé et de son soigneur dans Ham, un chimpanzé dans l’espace (2006), réalisé par Jérôme-Cecil Auffret. Il touche à nouveau au cinéma en écrivant avec Michel Fessler le scénario original de Man to Man (2005), l’épopée de deux pygmées en Europe à la fin du XIXe siècle, réalisé par Régis Wargnier, avec Kristin Scott Thomas et Joseph Fiennes dans les rôles principaux.
En 2008, il initie la collection Ce jour-là, tout a changé pour France Télévisions. Formatée pour la première partie de soirée avec des moyens de production conséquents, la série a pour but d'introduire le téléspectateur dans les coulisses du pouvoir et de lui faire ressentir toutes l’intensité et la dramaturgie des moments clés de notre histoire. Après L'Assassinat d'Henri IV et L’Évasion de Louis XVI, L'Appel du 18 Juin a été diffusé à l’occasion de la commémoration du 70e anniversaire de cet évènement.
En 2010, il organise un tournage ambitieux au Japon : celui de Face au volcan tueur, docufiction réalisé par Jérôme Cornuau qui relate les derniers jours de Maurice et Katia Krafft sur les flancs du mont Unzen. Cette « superproduction » mêle images d'archives exclusives, vues aériennes et scènes de reconstitution avec des comédiens.  

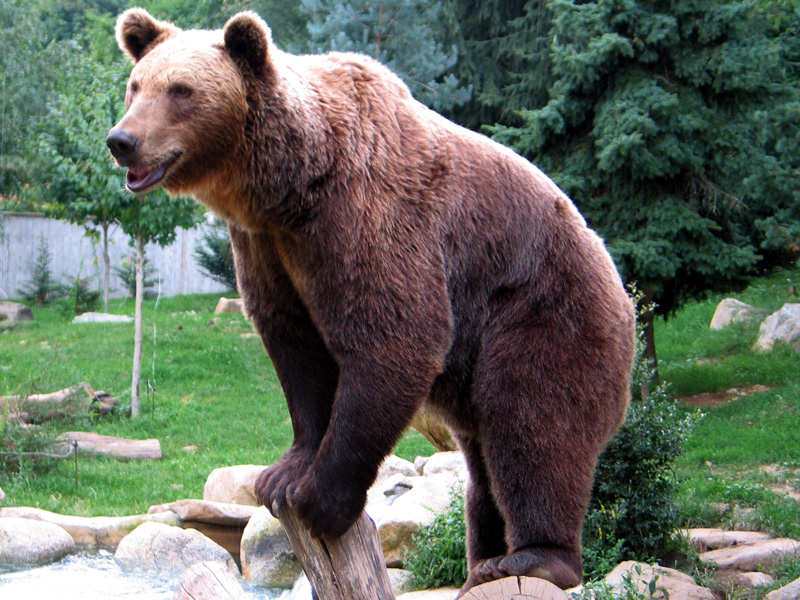
Un ours brun dans les Pyrénées

Diffusé le 17 décembre 2013 sur France 2, Le Plus Beau Pays du monde, qu'il a écrit, produit et réalisé en collaboration avec Jacques Malaterre est un immense succès : il réunit 6,5 millions de téléspectateurs (+500.000 en replay) pour 23,4 % de parts de marché, soit la meilleure audience (hors sport et politique) de France 2 pour l'année 2013, et est élu programme préféré des Français en 2013 (avec une note de 8,9/10 au baromètre Qualimat par Harris Interactive). L'Express le décrit comme un « spectaculaire éloge de la nature ». Le film est un voyage au cœur de la faune sauvage française construit autour de petites « histoires » animalières filmées au plus près : deux cerfs qui se battent pour gagner la préférence d'un groupe de biches, deux louveteaux qui sortent pour la première fois de leur tanière, une famille d'oies qui compte une « fille » rebelle, le « fabuleux destin d'un mérou qui change de sexe »… Ce « documentaire événement aux dimensions internationales » a requis trois années de travail et un budget, exceptionnel pour un documentaire, de plus 3 millions d'euros. Le tournage a été effectué en ayant recours à un matériel ultra-perfectionné : drones, caméras subaquatiques, hélicoptères, montgolfières, vols en ULM… C'est l'acteur Guillaume de Tonquédec qui prête sa voix au commentaire du film. Tous ces ingrédients ont permis au genre du documentaire animalier de se hisser à une place jusque-là rarement atteinte en prime time. 
Le documentaire a fait l'objet de deux suites, Opus 2 et Opus 3, diffusées en 2015 et 2017.  
En 2015 sortira au cinéma Pourquoi j’ai pas mangé mon père, dont il est coauteur et coréalisateur avec Jamel Debbouze, ainsi que coproducteur avec Pathé. Il s'agit de l'adaptation en comédie d'animation du célèbre roman de Roy Lewis Pourquoi j'ai mangé mon père (1960), projet que Frédéric Fougea porte depuis 1991. Le film aura nécessité trois ans d'écriture et cinq ans de réalisation. Il est entièrement tourné en capture de mouvement. Ce procédé a permis de « ressusciter », pour le film, l'acteur Louis de Funès, qui a servi de modèle au personnage de Vladimir. 
En 2016, il réalisera Premier Homme, un docufiction coproduit par Boréales et Nilaya Productions qui raconte la grande aventure de l’évolution à travers l’épopée d’une seule et même famille. Cette nouvelle histoire de nos origines sera mise en lumière grâce aux dernières découvertes scientifiques et aux nouvelles technologies de l’image.
Pour sa capacité d’innovation, Frédéric Fougea a été classé par le magazine Realscreen parmi les 100 producteurs les plus influents du monde. Son style singulier, marqué par l'héritage de Robert Flaherty, lui a donné un statut particulier parmi les documentaristes : celui d'un « story teller » (Realscreen). Dès les années 1990, il a pris le contre-pied de l'école « factuelle » anglo-saxonne, qui dominait alors le genre du documentaire. Ses « contes » documentaires rencontreront finalement un public et une reconnaissance même chez les Anglo-Saxons.
Il est un neveu de Jean-Pierre Fougea et marié à l'actrice, productrice et scénariste Nathalie Auffret.

## Filmographie
Réalisateur
Cinéma
- 1998 : Hanuman

Télévision
- 1990 : Le Joueur de singes
- 1991 : Le Seigneur des aigles
- 1993 : Il danse pour ses cormorans
- 1991 : Le Cochon de Gaston
- 2001 : La fabuleuse histoire des hommes et des animaux
- 2003 : Le fils du roi singe
- 2013 : Le Plus Beau pays du monde (coréalisateur : Jacques Malaterre)
- 2014 : Natural World (en)
- 2015 : Le Plus Beau Pays du Monde - Opus 2
- 2017 : Le Plus Beau Pays du Monde - Opus 3
- 2022 : Méditerranée, l'Odyssée Pour La Vie

Scénariste
Cinéma
- 1998 : Hanuman
- 2005 : Man to Man de Régis Wargnier
- 2015 : Pourquoi j'ai pas mangé mon père de Jamel Debbouze

Télévision
- 1992 : Les Seigneurs des animaux
- 2003 : L'Odyssée de l'espèce de Jacques Malaterre
- 2005 : Homo sapiens de Jacques Malaterre
- 2007 : Ham, un chimpanzé dans l'espace de Jérôme Cecil Auffret
- 2007 : Le Sacre de l'homme de Jacques Malaterre
- 2012 : Dimanche à la ferme de Pascal Plisson et Emma Baus
- 2013 : Le Plus Beau pays du monde
- 2015 : Le Plus Beau Pays du Monde Opus 2
- 2019 : Le Plus Beau Pays du Monde Opus 3, Le sanctuaire
- 2022 : Méditerranée, l'Odyssée Pour La Vie

Producteur
Cinéma
- 1998 : Hanuman
- 2015 : Pourquoi j'ai pas mangé mon père de Jamel Debbouze

Télévision
- 1992 : Les Seigneurs des animaux
- 2000 : Yéti, le cri de l'homme des neiges de Jérôme Cecil Auffret
- 2001 : La fabuleuse histoire des hommes et des animaux
- 2005 : Homo sapiens de Jacques Malaterre et Chip Proser
- 2007 : Ham, un chimpanzé dans l'espace de Jérôme Cecil Auffret
- 2007 : Le Sacre de l'homme de Jacques Malaterre
- 2009 : Ce jour-là, tout a changé. L'Assassinat d'Henri IV de Jacques Malaterre
- 2010 : Ce jour-là, tout a changé. L'évasion de Louis XVI de Arnaud Sélignac
- 2010 : Ce jour-là, tout a changé. L'appel du 18 juin de Félix Olivier
- 2011 : Face au volcan tueur de Jérôme Cornuau
- 2012 : Dimanche à la ferme de Pascal Plisson et Emma Baus
- 2013 : Le Plus Beau pays du monde
- 2015 : Le Plus Beau Pays du Monde Opus 2
- 2018 : Le Plus Bel Ami de l'Homme
- 2019 : Le Plus Beau Pays du Monde Opus 3 - Le Sanctuaire
- 2022 : Méditerranée, l'Odyssée Pour La Vie